# Vincenzo di Sangro
Vincenzo di Sangro (Napoli, 28 ottobre 1743 – Napoli, 12 marzo 1790) è stato un nobile italiano, principe di Sansevero.

## Biografia
Figlio di Raimondo di Sangro, fu l'ottavo principe di Sansevero. Sposò nel 1765 Gaetana Mirelli dei principi di Teora. In questa circostanza il padre Raimondo rinunciò al titolo in favore del figlio che poté così ottenere una cospicua dote da parte del suocero Giuseppe Mirelli. Dal 1772 fu gentiluomo di camera di Ferdinando IV e generale dell'esercito borbonico. Nel 1776 fu insignito dell'Ordine di San Gennaro. Successe al padre nella carica di Maestro Venerabile della Loggia massonica napoletana Perfetta Unione.
Il ritratto conservato a Napoli nella cappella Sansevero, olio su rame del pittore sorrentino Carlo Amalfi, lo rappresenta di trequarti, in redingote e parrucca, con un elmo e dei libri di fianco, simboli che rimandano alle sue doti culturali e militari. Il ritratto, a lungo ritenuto quello del padre Raimondo, si ritiene sia stato dipinto negli anni settanta del XVIII secolo. Rubato nel 1990, è stato recuperato nel luglio 1991.